# WiLL VS

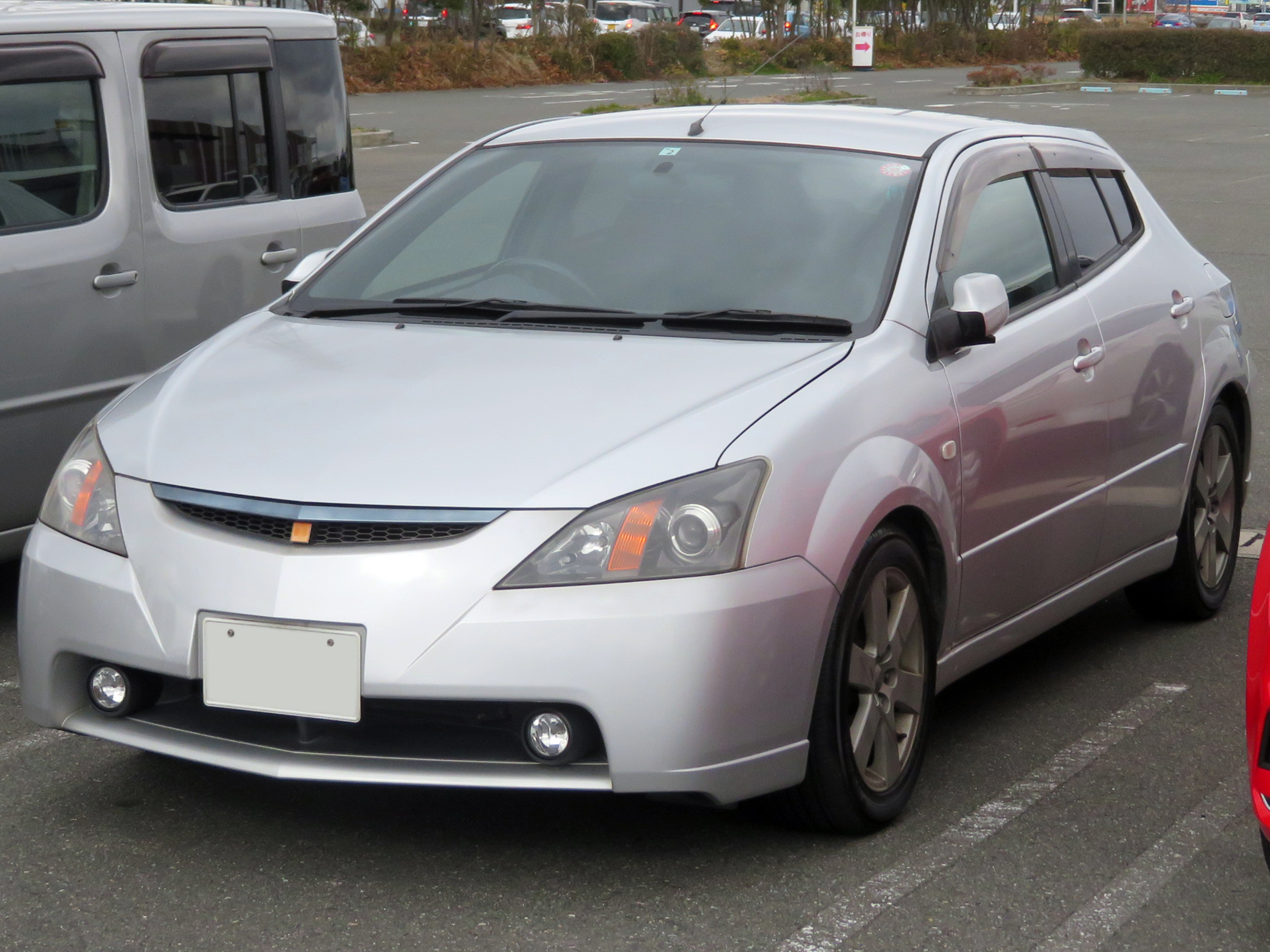
WiLL VS met 2ZZ-GE motor.

De WiLL VS is een auto geproduceerd door de Japanse autofabrikant Toyota. De auto werd getoond op de Greater Los Angeles Auto Show van 2001. De VS was verkrijgbaar van april 2001 tot april 2004.
De WiLL VS was op hetzelfde Toyota MC platform gebouwd als de Toyota Corolla E12. Het ontwerp van de WiLL VS is geïnspireerd door de Lockheed Martin F-117 Nighthawk Stealth Fighter.

## Aandrijving
Alle WiLL VS modellen hebben de motor voorin het voertuig liggen en deze is dwarsgeplaatst. Alle voertuigen met de 1NZ-FE en 2ZZ-GE zijn voorwielaangedreven. Modellen met de 1ZZ-FE motor kunnen zowel voorwiel- als vierwielaangedreven zijn.

### Motorengamma
| Motorcode | Aandrijflijn | Cilinderinhoud | Configuratie           | Aanzuiging             | Vermogen                         | Koppel              |
| --------- | ------------ | -------------- | ---------------------- | ---------------------- | -------------------------------- | ------------------- |
| 1NZ-FE    | FF           | 1497 cm³       | viercilinder lijnmotor | natuurlijk geaspireerd | 81 kW / 110 DIN pk bij 6000 tpm  | 143 Nm bij 4200 tpm |
| 1ZZ-FE    | 4WD          | 1794 cm³       | viercilinder lijnmotor | natuurlijk geaspireerd | 92 kW / 125 DIN pk bij 6000 tpm  | 161 Nm bij 4200 tpm |
| 1ZZ-FE    | FF           | 1794 cm³       | viercilinder lijnmotor | natuurlijk geaspireerd | 100 kW / 136 DIN pk bij 6000 tpm | 171 Nm bij 4200 tpm |
| 2ZZ-GE    | FF           | 1796 cm³       | viercilinder lijnmotor | natuurlijk geaspireerd | 140 kW / 190 DIN pk bij 7600 tpm | 180 Nm bij 6800 tpm |

### Transmissie
Een Super-ECT automatische transmissie met vier trappen was beschikbaar voor alle motoren. Een handgeschakelde transmissie met zes versnellingen was beschikbaar voor de 2ZZ-GE.

## Wielophanging en onderstel
De vooras van iedere WiLL VS beschikt over schokdempers met schroefveren (McPherson-systeem). Modellen met voorwielaandrijving hebben een semi-onafhankelijke achteras met torsiestang en schokdempers met schroefveren. Modellen met vierwielaandrijving hebben een achteras met dubbele draagarmen. De stuurbekrachtiging is elektronisch geregeld.

## Trivia
De WiLL VS is speelbaar in de volgende computerspellen:
- Gran Turismo 6 en Gran Turismo 5 voor de PlayStation 3;
- Gran Turismo PSP voor de Playstation Portable;
- Gran Turismo 4 voor de PlayStation 2.[6][7][8][9]